# Masami Kurumada
Masami Kurumada (車田 正美, Kurumada Masami, Tsukishima in Chuo, 6 december 1953) is een Japans mangaka en schrijver.

## Loopbaan
Kurumada specialiseert zich in gevechtsmanga en is de oprichter van Kurumada Productions, ook bekend onder de afkorting Kurumadapro. Enkele titels van Kurumada's hand zijn Ring ni Kakero, Fuma no Kojiro, Saint Seiya en B't X. Kurumada's strips draaien meestal rond personages die streven naar mannelijkheid via thema's als moed, heldhaftigheid, zelfopoffering en onbaatzuchtigheid. Inspiratie haalt hij uit klassieke literatuur, folklore, Japanse en Chinese mythologie, boeddhisme, hindoeïsme, klassieke literatuur en filosofie. Enkele mangaka die een grote invloed op hem uitoefenden, zijn Hiroshi Motomiya, Sanpei Shirato en Mitsuteru Yokoyama.
Kurumada's werk kent ook buiten Japan een groot succes. Zijn fans worden "Masamisten" genoemd.

## Oeuvre[3]

### Manga
- Sukeban Arashi (1974-1975, 3 delen)
- Mikereko Rock (1975, 3 delen)
- Ring ni Kakero (1977-1983, 25 delen)
- Mabudachi Jingi (1979, kort verhaal, 3 delen)
- Shiro Obi Taisho (1979, kort verhaal, 1 deel)
- Saigo! Jitsuroku! Shinwakai (1979-1981, 1 deel)
- Fuma no Kojiro (1982-1983, 10 delen)
- Saigo! Jitsuroku Shinwakai (1983, 1 deel)
- Raimei no Zaji (1983, kort verhaal, 2 delen)
- Otoko Zaka (1984, 3 delen)
- Saint Seiya (1986-1991, 28 delen)
- Aoi tori no Shinwa: 〜Blue Myth〜 (1991-1992, 1 deel)
- Silent Knight Sho (1992, 2 delen)
- B't X (1994-2000, 16 delen)
- Akaneiro no kaze (1995, 3 delen)
- Evil Crusher Maya (1998, 1 deel)
- Ring ni Kakero 2 (2000-2009, 26 delen)
- Saint Seiya: Next Dimension (2006-heden, 12 delen)
- Otoko Zaka (2014, 5 delen)
- Ai no Jidai (Ichigoe Ichie) (2015, 1 deel)[4]

### Boeken
- Cosmo Special (1988)
- Burning Blood (1996)
- Hono no Tamashi (2000)
- Saint Seiya Encyclopedia (2001)
- Saint Seiya Sora Kurumada Masami Illustrations (2004)
- Saint Seiya : Gigantomachia (2002)
- Raimei-ni Kike (2006)
- Masami Kurumada best bout! 2 vol. (2014)
- Saint Seiya 30 Shunen Kinen Gashu, Seiiki - Sanctuary Artbook (2016).[5]

### Animebewerkingen
- Saint Seiya (1986-1989, 114 afleveringen)
- Fuma no Kojiro (1989-1990, 12 OVA-afleveringen)
- B't X (1996, 25 afleveringen)
- B't X|B't Neo (1997, 14 OVA-afleveringen)
- Ring ni Kakero 1 (2004-2011, 36 afleveringen)
- Saint Seiya - The Hades Arc (2002-2008, 31 OVA-afleveringen)
- Saint Seiya: The Lost Canvas (2009-2011, 26 OVA-afleveringen)
- Saint Seiya Omega (2012-2014, 97 afleveringen)
- Saint Seiya: Soul of Gold(2015, 13 afleveringen ONA).
- Knights of the Zodiac(2019, 12 afleveringen)[6]

Masami Kurumada schreef ook liedteksten voor de muziek die gebruikt wordt in de animebewerkingen van zijn manga.
- Biblioteca Nacional de España: XX1410379
- Bibliothèque nationale de France: cb121847276 (data)
- Catàleg d'autoritats de noms i títols de Catalunya: 981058510088506706
- CiNii: DA17873785
- Gemeinsame Normdatei: 124231136
- International Standard Name Identifier: 0000 0001 2124 9129
- Library of Congress Control Number: n2004145094
- MusicBrainz: fab64cd6-bd9c-4fbd-a490-56f19e660758
- Bibliotheek van het Japanse parlement: 00267383
- Nationale Bibliotheek van Israël: 987007419889205171
- SNAC: w6hb01h2
- Système universitaire de documentation: 030431859
- Virtual International Authority File: 25530861
- WorldCat: E39PBJj4pMFXBgpwPcvPJ47fv3